# Tracy Hitchings
Tracy Hitchings (St. Mawes, 11 oktober 1962 – 10 december 2022) was een rockzangeres binnen de progressieve rock. Ze was in de jaren tachtig en negentig naast Annie Haslam van Renaissance een van de weinige zangeressen binnen die stroming.
Op ongeveer twintigjarige leeftijd trok Hitchings naar Londen om een loopbaan in de muziek te starten. Het waren tijden waarin een doorstart van de progressieve rock tot stand kwam met bands als Marillion en IQ. Ze solliciteerde via een advertentie in muziekblad Melody Maker en kon aan de slag bij de band Quasar. Ze schreef mee aan de nummers en zou anderhalf jaar bij de band vertoeven. Daarna volgde een langere samenwerking met Clive Nolan en Karl Groom bij de band Strangers on a Train. Zij zouden ook meewerken aan de enige eigen plaat die Hitchings afgaf: From ignorance to ectasy op SI Music. Uit die tijd dateert ook de medewerking aan Gandalfs plaat Gallery of dreams. Even later was ze zangeres bij de verder onbekende band Ulysses met album Neronia. Vervolgens kwam Strangers on a Train met een tweede album en Gandalf met To our children's children. De samenwerking met Groom leidde tot de band Blue Heat met album Dancing on stones. Daarna volgde weer een periode met Nolan en Groom, dan Shadowland geheten. Via Nolan kwam ze ook in contact met de band Pendragon en met Nolans rockopera’s en zijn samenwerking met Oliver Wakeman, hetgeen twee albums opleverde.
In 1996 vond ze aansluiting bij Landmarq, zanger Damian Wilson was opgestapt en de band had een zanger nodig. In 2006 na het uitbrengen van het livealbum Turbulence; Live in Poland maakte ze bekend dat ze kanker had. Ze ging in behandeling, kreeg de kanker haar lijf uit, maar deze kwam later weer terug. De strijd tegen de ziekte werd vertaald naar het album Entertaining angels. Na het livealbum Roadskill-Live in the Netherlands uit 2015 was het welletjes.  
Ze is te horen op talloze albums van musici uit zowel de oude progressieve rock (Steve Hackett, John Wetton, Rick Wakeman) als de neoprog (musici uit Pallas en IQ)

Op 10 december 2022 maakte Landmarq via Facebook het overlijden van Tracy Hitchings bekend: 
It is with a very heavy heart and great sadness that we have to report that, following a long-term illness, our great friend Tracy Hitchings has passed away. She had only recently celebrated her sixtieth birthday... Tracy was an extraordinary talent and a beautiful human being. An extremely valued member of Landmarq for more than twenty years, she contributed uniquely and significantly to the band, as vocalist and lyricist. She leaves behind a fantastic legacy of songs that will obviously live on.